# アレクサンドル・ゴロヴィン (美術家)
アレクサンドル・ゴロヴィン（Алекса́ндр Я́ковлевич Голови́н、 ラテン文字転写: Aleksandr Yakovlevich Golovin、1863年3月1日 -  1930年4月17日）は、ロシアの画家、舞台芸術家である。バレー団「バレエ・リュス」の創設者、セルゲイ・ディアギレフや舞台演出家のコンスタンチン・スタニスラフスキーやフセヴォロド・メイエルホリドの舞台美術家として働いた。

## 略歴
モスクワで生まれた。モスクワ絵画彫刻建築アカデミーで初め建築を学ぶが、絵画に転じ、イラリオン・プリャニシニコフらに学んだ。1889年にアカデミーを卒業するとパリの私立の美術学校、アカデミー・コラロッシに入学し、卒業後は、室内装飾の仕事や家具デザインなどの仕事をした。1897年にアカデミー・ヴィッティでも学んだ。1900年に、友人のコンスタンチン・コローヴィンとともに、パリ万国博覧会のロシア帝国パビリオンの設計に参加したとされる。1901年にサンクトペテルブルク地域に移った。サンクトペテルブルクで舞台美術家として活躍しはじめ、セルゲイ・ディアギレフやフセヴォロド・メイエルホリドの舞台の舞台美術の仕事をした。
1912年にサンクトペテルブルク美術アカデミーのメンバーに選ばれた。1917年のロシア革命の後、舞台美術家の少なくなり、絵画やイラストレーション、肖像画を描いて収入を得た。多くの芸術家がロシアを離れたが、ゴロヴィンはロシアに残った。1920年代に入り、舞台美術の仕事再開しモスクワ芸術座の仕事で成功した。
1928年に「ロシア・ソビエト連邦社会主義共和国の人民芸術家」の称号をえた。
1930年にサンクトペテルブルク近くのプーシキンで亡くなった。

## 作品

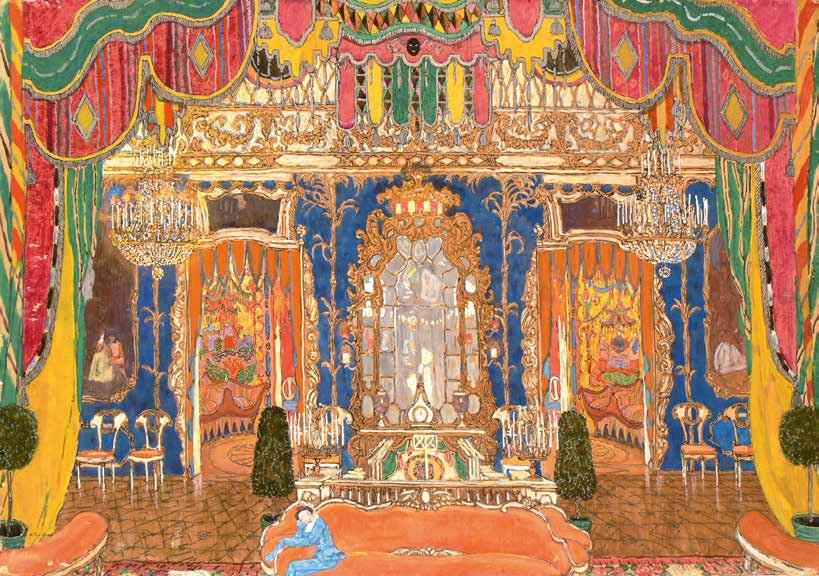
1917年のミハイル・レールモントフの戯曲『仮面舞踏会』の舞台セット案
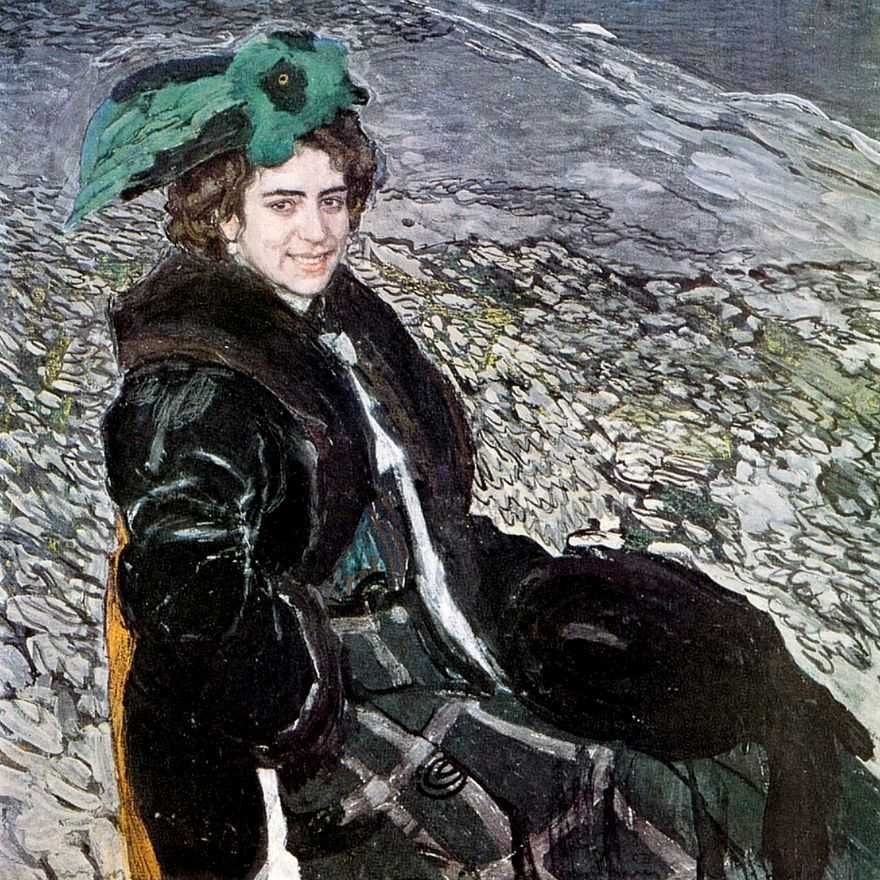
ダンサーElena Smirnovaの肖像画
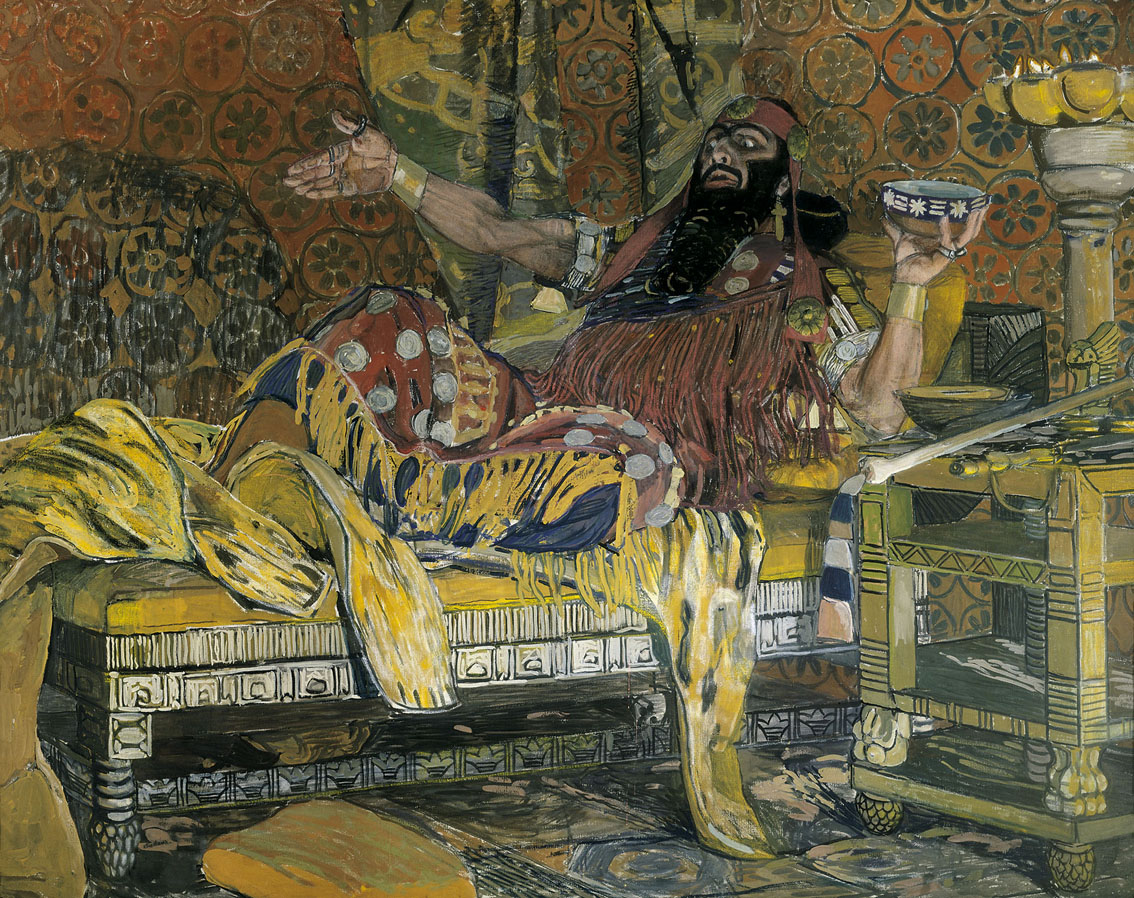
ホロフェルネスを演じる俳優フョードル・シャリアピンの肖像画